# Felice Momigliano
Felice Momigliano (Mondovì, 27 maggio 1866 – Roma, 7 aprile 1924) è stato uno storico e scrittore italiano, studioso di filosofia, del Risorgimento e, in particolare, di Giuseppe Mazzini.

## Biografia

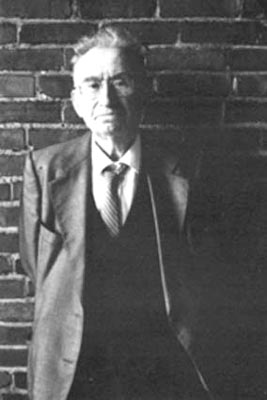
Arnaldo Momigliano

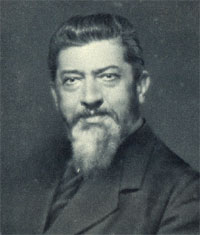
Filippo Turati

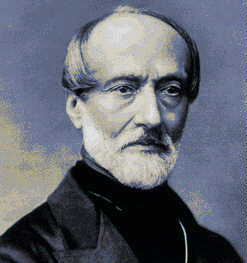
Giuseppe Mazzini

Felice Momigliano nasce nel 1866 a Mondovì (provincia di Cuneo) in una famiglia di religione ebraica, ben integrata e partecipe dei valori del nascente stato unitario. Il padre Salomone aveva preso parte alla prima guerra d'indipendenza e si era distinto nella battaglia di Novara. Zio per parte materna dello scrittore e divulgatore scientifico Rinaldo De Benedetti (noto anche con lo pseudonimo di Didimo), e cugino dello storico e docente Arnaldo Momigliano, Felice, divenuto sin da bambino orfano della madre, vive con la nonna materna e il padre. Dopo la maturità liceale, nel 1885 si iscrive all'Università di Torino e nel 1887 frequenta per un solo anno la Scuola Normale Superiore di Pisa. Nel 1889 si laurea in Lettere e due anni più tardi, nel 1891, nello stesso ateneo piemontese, in Filosofia. Dopo la laurea insegna in numerosi licei italiani tra cui quelli di Prato, Genova, Ivrea, Voghera, Vigevano, Udine e al liceo Gioberti di Torino.
Nel 1893 a Mondovì fonda il primo circolo operaio cittadino e l'anno successivo entra nel comitato direttivo monregalese del Partito Socialista. Il suo impegno politico non sfugge al controllo della polizia dei governi Crispi: giudicato un sovversivo, pericoloso per l'ordine pubblico, viene inviato per un mese al confino di Sanremo e poi ancora, nel 1895, coattivamente trasferito a Tempio Pausania in Sardegna.
Collabora, in quegli anni, oltre che con il quotidiano torinese La Stampa, con periodici di orientamento socialista, quali Critica Sociale, rivista fondata nel 1891 da Turati, e La Revue socialiste del comunardo francese Benoît Malon. Il suo socialismo ha un orientamento spiritualistico, lontano dalla predominante ideologia materialistica. Momigliano cerca una sintesi tra principi socialisti e il profetismo della tradizione religiosa ebraica.
Trasferito come insegnante di filosofia a Udine nel 1900, nel 1902 riceve l'incarico di dirigere l'archivio e la locale biblioteca. In questa città tiene alcune conferenze sui maggiori protagonisti del Risorgimento nazionale e, consolidato il suo orientamento repubblicano, inizia lo studio del pensiero mazziniano.
Ottenuta la libera docenza all'Università di Torino, nel 1914 inizia l'insegnamento di psicologia, logica e morale all'Istituto Superiore di Magistero di Roma. L'esperienza non è del tutto positiva: il Magistero non gli appare in grado di fornire una preparazione adeguata ai futuri insegnanti. Nella capitale, nel primo dopoguerra, sarà poi nominato, grazie alla sua fama di studioso del patriota genovese, rettore dell'Università mazziniana.
Nel 1914, dopo l'attentato di Sarajevo, all'approssimarsi della prima guerra mondiale, Momigliano manifesta il suo orientamento favorevole all'intervento dell'Italia nel conflitto. Considera l'intervento una prosecuzione delle battaglie risorgimentali e vede, inoltre, nella partecipazione degli ebrei alle rispettive guerre nazionali un modo «per tagliare le ali all'uccellaccio dell'antisemitismo».

Queste sue posizioni lo portano ad accentuare la polemica con i socialisti schierati per la neutralità italiana, sino ad arrivare ad una completa rottura.
Dopo il conflitto manifesta un'iniziale simpatia per il nascente movimento fascista, ritenendolo in grado di difendere efficacemente gli interessi italiani. Questo suo convincimento ha però breve durata: nel 1923 entra in polemica con il filosofo Gentile, tra i massimi esponenti intellettuali del movimento, criticando la sua interpretazione della storia nazionale e accusandolo di giustificare le violenze del regime. Nega, inoltre, che il fascismo possa rappresentare la continuazione delle lotte risorgimentali e degli ideali mazziniani..
Momigliano, afflitto da "insonnie ed esaurimenti nervosi", muore suicida a Roma, a cinquantasette anni, nel 1924. L'episodio non ebbe un rilievo particolare. L'anno dell'evento, lo stesso nel quale si consumò l'omicidio di Giacomo Matteotti, scoraggiò commemorazioni ufficiali di un "mazziniano e socialista". Nel 1925, secondo le sue volontà, il corpo viene tumulato nel cimitero della città natale.
Tra le sue opere, sono da ricordare particolarmente Giacomo Leopardi e l'anima moderna (1898), Giuseppe Mazzini e le idealità moderne (1905), Paolo Veneto e le correnti del pensiero religioso e filosofico nel suo tempo (1907), Vita dello spirito ed eroi dello spirito (1921).
Curò, inoltre, l'Introduzione alla storia della filosofia di Hegel (Bari, Laterza, 1925) e Pensiero e azione di Mazzini (Firenze, La nuova Italia, 1949).

## Momigliano e l'ebraismo

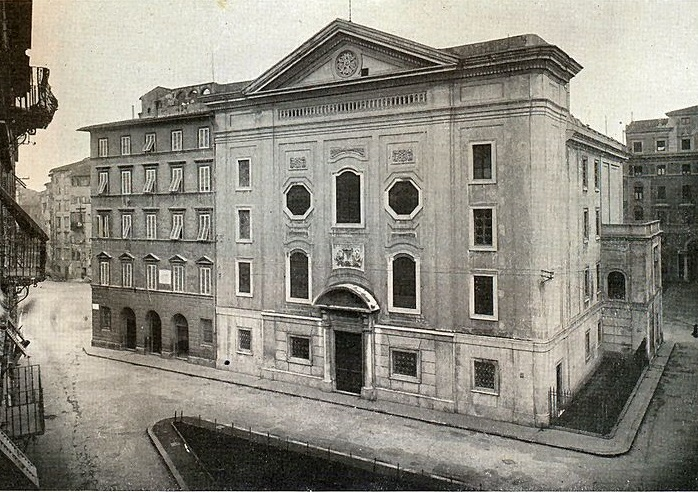
La vecchia sinagoga di Livorno. L'edificio, devastato dai bombardamenti della seconda guerra mondiale, fu poi demolito

Felice, nipote di Marco Momigliano, rabbino capo di Bologna, riceve un'educazione conforme ai valori religiosi famigliari, ma integrata, sin dai primi anni, con lo studio di materie quali letteratura storia e filosofia. Anche la sua adesione al movimento socialista avviene senza aderire a concezioni puramente materialistiche ma cercando di coniugare le nuove aspirazioni sociali con tradizioni nazionali e valori etici quali quelli presenti nel pensiero ebraico.
Coerentemente con queste idee, collabora con Coenobium, una rivista di Lugano, fondata da Enrico Bignami e Arcangelo Ghisleri che intende promuovere una politica fondata su principi etici, e che ospita gli scritti di alcuni tra i maggiori esponenti del modernismo cattolico quali Alfred Loisy e George Tyrrell.
Nel 1912 interviene, senza successo, per introdurre nel libro di preghiere della liturgia israelitica elementi di universalismo che superassero l'etnocentrismo tradizionale.
Un altro episodio che testimonia il modernismo ebraico di Momigliano si ebbe nello stesso anno, quando prese posizione contro il tradizionalismo ortodosso, in un caso che aveva sollevato l'interesse della comunità ebraica nazionale: il rifiuto di un rabbino di Livorno di celebrare il matrimonio religioso di una ragazza, con avi illegittimi, con un giovane correligionario di discendenza legittima. Il tribunale civile della città toscana, alla quale la ragazza si era rivolta, non accolse il ricorso, ritenendo conforme alla legge l'impedimento sollevato dal rabbino.

## Ilnecrologiodi padre Gemelli

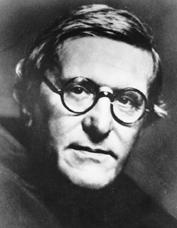
Padre Agostino Gemelli

Qualche mese dopo la tragica fine di Momigliano, padre Agostino Gemelli, medico, psicologo, francescano dell'Ordine dei frati minori, fondatore e rettore della Università Cattolica del Sacro Cuore, scrisse sulla rivista Vita e Pensiero dell'agosto 1924, dapprima in forma anonima poi riconoscendosene autore,  un commento particolarmente aspro su quella vicenda:
L'intervento del Gemelli creò sconcerto e non solo tra i suoi lettori, tanto che l'autore, quattro mesi dopo, nella medesima rivista, riconobbe il suo errore, e volle precisare che il suo scritto:

## Opere
- Alla lacrimata memoria del rabbino Salvatore Momigliano. Parole pronunziate nel Tempio israelitico di Mondovì il giorno 25 Dicembre 1890, Mondovì, Tip. Giovanni Issoglio, 1891.
- Carlo Emanuele I duca di Savoja, Milano, Tipografia Cooperativa Insubria, 1891.
- Il bello e l'arte nella filosofia greca prima di Aristotele, Milano, Stabilimento Tipografico Insubria, 1893.
- Socialismo e pessimismo, Milano. Critica Sociale, 1893.
- Migliorismo o pessimismo ebraico?, Milano, Critica sociale, 1897.
- Giacomo Leopardi e l'anima moderna, Bergamo, Tip. Arti Grafiche, 1898.
- Giuseppe Mazzini e Carlo Cattaneo. Parallelo psicologico, Milano, Sonzogno, 1901.
- I sentimenti e la teoria intellettualistica della sensibilità, Pavia, Premiato stabilimento tipografico Successori Bizzoni, 1902.
- Il pensiero sociale di Carlo Cattaneo, Bologna, Zamorani e Albertazzi, 1902.
- L'ultimo romantico della politica e dell'arte: Felice Cavallotti, Cremona, Tip. sociale, 1903.
- Le idee estetiche di Erberto Spencer. L'utile e il bello, Bologna, Stab. Lit. Zamorani e Albertazzi, 1904.
- Un pubblicista, economista e filosofo del periodo napoletano: Melchiorre Gioia. Saggio storico-critico su lettere e documenti inediti, Torino, Bocca, 1904.
- Un secolo di filosofia nel regno di Napoli, Roma, Cooperativa Poligrafica Editrice, 1904.
- Giuseppe Mazzini e le idealità moderne, Milano, Libreria editrice lombarda, 1905.
- L'Epistolario di un Apostolo, in Nuova Antologia, 1 Giugno 1905, Estratto
- L'arte nella mente di Giuseppe Mazzini. Conferenza tenuta il 18 giugno 1905 nell'aula magna dell'Università di Genova, Genova, Libreria Nuova Federico Chiesa, 1906.
- Il maestro del positivismo italiano: Roberto Ardigò, Roma, Nuova Antologia, 1907.
- Paolo Veneto e le correnti del pensiero religioso e filosofico nel suo tempo. Contributo alla storia della filosofia del secolo XV, Torino, Fratelli Bocca, 1907.
- L'insegnamento della filosofia e la scuola di cultura umana, Lugano, Casa Editrice del "Coenobium", 1908.
- La pace e la questione sociale. Saggi di etica sociale, Udine, Tip. sociale editrice, 1908.
- Giuseppe Mazzini e la letteratura tedesca, in Rivista di Letteratura Tedesca, Firenze 1908, Estratto.
- Leone Tolstoi, Modena, Formiggini, 1911.
- Giuseppe Mazzini e la guerra europea, Milano, Società editoriale italiana, 1916.
- Carlo Cattaneo e gli Stati uniti d'Europa, Milano, Treves, 1919.
- Scintille del Roveto di Staglieno, Firenze, Luigi Battistelli Editore, 1920.
- Vita dello spirito ed eroi dello spirito, Firenze, Battistelli, 1921.

### Curatele, introduzioni e prefazioni
- Claudio G. Montefiore, Gesù di Nazareth nel pensiero ebraico contemporaneo, introduzione di Felice Momigliano, Genova, A. F. Formiggini, 1913.
- Giuseppe Ferrari, I partiti politici italiani dal 1789 al 1848, introduzione e note di Felice Momigliano, Città di Castello, Il Solco, 1921.
- Maria Arnaud, Nel paese della promessa, prefazione di Felice Momigliano, Firenze, Vallecchi, 1923.
- Carl Heinrich Cornill, I profeti d'Israele, prefazione di Felice Momigliano, Bari, Laterza, 1923. Ristampa anastatica: Bari, Laterza, 1983. ISBN 88-420-2351-5.
- Giuseppe Mazzini, Scritti scelti, prefazione e note di Felice Momigliano, Firenze, L. Battistelli, 1923.
- Georg Wilhelm Friedrich Hegel, Introduzione alla storia della filosofia, a cura di Felice Momigliano, Bari Laterza, 1925.
- Giuseppe Mazzini, Pensiero e azione. Scritti scelti, prefazione e note di Felice Momigliano, Firenze, La Nuova Italia editrice, 1949. Nuova ed.: Firenze, La Nuova Italia, 1960.